# Colotis euippe
Espèce
Colotis euippe  est un insecte lépidoptère  de la famille des Pieridae, de la sous-famille des Pierinae et du genre Colotis.

## Dénomination
Colotis euippe (Linnaeus, 1858)

### Noms vernaculaires
Colotis euippe se nomme Round-winged Orange Tip ou Smoky Orange Tip en anglais.

### Sous-espèces
- Colotis euippe euippe (Linnaeus, 1758)
- Colotis euippe amytis (Godart)
- Colotis euippe mediata (Talbot, 1939)
- Colotis euippe omphale (Godart, 1819)
- Colotis euippe complexivus (Butler, 1886)
- Colotis euippe exole (Reiche, 1850)
- Colotis euippe mirei (Bernardi, 1960)[1]

## Description
Colotis euippe est sur le dessus gris rayé de blanc avec une série de taches apicales ovales de couleur orange.

### Chenille et chrysalide
Un œuf jaune donne une chenille verte.

## Biologie

### Période de vol et hivernation
Il vole toute l'année en plusieurs générations.

### Plantes hôtes
Les plantes hôtes de sa chenille sont les Maerua, Capparis, Cadaba, et Boscia.

## Écologie et distribution
C'est un papillon de la partie tropicale de l'Afrique..

### Protection
Pas de statut de protection particulier.

## Philatélie
Un timbre du Kenya de 1987 de Colotis euippe omphale